# Jermaine Beckford
Pour les articles homonymes, voir Beckford.
Jermaine Beckford, né le 9 décembre 1983 à Ealing (Angleterre), est un footballeur international jamaïcain qui évolue au poste d'attaquant entre 2006 et 2019.
Il possède également la nationalité britannique.

## Leeds United
De 2003 à 2006, il fait 107 matchs avec son ancienne équipe de Wealdstone et marqua 63 buts. Il est formé par Chelsea avant d'être relâché pour Wealdstone. Il arrive à Leeds United en 2006 mais d'abord il est prêté jusqu'en janvier 2007 à Carlisle, il joue 4 matchs et met un but. Puis de janvier 2007 jusqu'à la fin de la saison, il joue en prêt à Scunthorpe United, il fait 18 matchs et met 8 buts. Pendant la saison 2007-2008, il fait pratiquement tous les matchs avec Leeds United et devient un titulaire indiscutable. Malgré une blessure à la cheville en fin de saison, il marque 20 buts en 44 matchs et finit donc second meilleur buteur de Football League One derrière Jason Scotland.
Dès le début de la saison 2008-2009, il prend la tête des meilleurs buteurs de Football League One puis la perd au milieu de la saison à cause d'une blessure à la cuisse lui faisant rater plusieurs matchs. Mais après ces quelques pépins physiques, il remonte rapidement le classement jusqu'à pulvériser son record de 20 buts inscrits la saison précédente (34 buts). C'est à ce moment-là, en 2009, que Becks devient le quatrième buteur de l'histoire de Leeds United à marquer au moins 30 buts et c'est la cinquième fois que cela se réalise (puisque John Charles l'a fait à deux reprises). Depuis 18 ans et Lee Chapman en 1991, aucun buteur, pas même Mark Viduka, n'avait marqué autant de buts. Il est également élu pour la seconde fois de suite meilleur joueur de l'année.
Lors du mercato d'été 2009, les dirigeants du club lui proposent un nouveau contrat de trois ans qu'il refuse. Après un second échec pour la deuxième année d'affilée aux play-offs, pour la remontée en D2. L'agent de Jermaine a déjà offensé ceux-ci en pensant ouvertement que l'attaquant vedette de Leeds n'a pas d'avenir au club. Agacés, les dirigeants mettent en vente leur meilleur buteur alors qu'il lui reste une année de contrat. Sans doute pour profiter d'un transfert qui peut rapporter beaucoup d'argent. Des clubs comme Middlesbrough, Coventry City, Doncaster Rovers ou encore Newcastle United s'intéressent à l'attaquant anglais mais aucune offre n'est faite. Finalement, le club, conscient que leur attaquant est une pièce très importante de l'équipe pour la saison suivante, décide de le retirer de la liste des joueurs transférables le 17 juillet.
Et pour soulager les dirigeants, Beckford est à nouveau le meilleur buteur du club à la mi-saison. Et cela même s'il part sur des bases un peu moins élevées que la saison précédente, dû notamment au jeu plus défensif de son équipe qui caracole en tête du classement. Auteur d'une grosse prestation lors de ce match, c'est lui qui marque le seul but de la rencontre opposant Leeds United aux rivaux de Manchester United, en Coupe d'Angleterre le 3 janvier 2010. Vingt jours plus tard, il récidive face à Tottenham où il marque un doublé sur la pelouse de White Hart Lane. Grâce à cela, il emmène les Whites à une seconde chance de passer au tour suivant, où ils échouent. En mars, il est récompensé par le prix du meilleur joueur de l'année de League One et en étant classé troisième dans le top 50 des meilleurs joueurs de Football League (D2, D3, D4 anglaise). À la fin de cette saison, il quitte les whites pour rejoindre la Premier League et Everton FC.
En 2011, sa première saison en Premier League est correcte. En effet, sur ses 32 matchs, il compte 14 titularisations et 8 buts, toutes compétitions confondues, il marque 10 buts en 38 matchs dont 17 titularisations. Plus la saison avance, plus Beckford s'impose comme un titulaire. Lors de la dernière journée de Premier League Il marque  un but somptueux contre Chelsea. Partant de sa surface de réparation, il dribble 5 joueurs et lobe le gardien pour marquer sans doute son plus beau but de la saison.
Le 31 août 2011, il s'engage en faveur du club de Leicester City, qui évolue en Championship (D2), après que les dirigeants d'Everton aient acceptés une offre d'environ 4,5 M€. Le 28 septembre 2012, il est prêté trois mois en faveur d'Huddesfield Town.

## Bolton Wanderers
Le 17 juillet 2013 il rejoint Bolton Wanderers. À l'issue de la saison 2014-15, il est libéré par Bolton.

## Palmarès

### En club
- Scunthorpe United
  - Champion d'Angleterre de D3 en 2007.

- Leeds United
  - Vice-champion d'Angleterre de D3 en 2010.

### Distinctions personnelles
- Membre de l'équipe-type de D3 anglaise en 2008.
- Joueur du mois de D3 anglaise en septembre 2008, décembre 2009 et avril 2015.
- Nommé meilleur joueur de D3 anglaise en 2008 et 2010.